# Marc Bolland (bestuurder)
Marc Bolland (28 maart 1959) is een Nederlands bestuurder en topfunctionaris.

## Leven en werk
Bolland werd in 1959 geboren. Hij studeerde aan de Hoge Hotelschool en vervolgens volgde hij een opleiding bedrijfskunde aan de Rijksuniversiteit Groningen, die hij afsloot met een doctoraal examen. Hij begon zijn carrière bij Heineken. Van 1995 tot 1998 was Bolland landenmanager van Heineken in Slowakije. Vervolgens werd hij directeur van export Heineken. Van 2001 tot 2006 was hij werkzaam als bestuurslid van Heineken en van 2006 tot 2010 was hij bestuursvoorzitter van Morrisons. Van mei 2010 tot en met april 2016 was Bolland bestuursvoorzitter van Marks & Spencer. Vanaf september 2016 is Bolland Senior Operating Partner bij Blackstone Group.